# دیاموند بنک
دیاموند بنک (انگلیسی: Diamond Bank) شرکت خدمات مالی و بانکداری نیجریه‌ای است، که در سال ۱۹۹۰ توسط پاسکال دوزی تأسیس شد.